# ナビレラ -それでも蝶は舞う-
『ナビレラ -それでも蝶は舞う-』（ナビレラ それでもちょうはまう、朝: 나빌레라）は、tvNで2021年3月22日から4月27日まで放送されていた韓国のテレビドラマ。原作はDaumで連載されたHUNによるウェブ漫画。日本では、Netflixにて配信された。
「ナビレラ」とは、朝鮮語で蝶（ナビ）のように羽ばたくという意味。

## あらすじ
郵便配達員として家族のために懸命に働いてきたドクチュル。定年を迎えかつての同僚は新しい職を見つけるも自分はやることを見つけられず、年齢を重ねるにつれ周囲の訃報に触れる機会も増え、ドクチュルも自分の残りの人生を考えるようになっていた。ある日、ドクチュルはバレエスタジオの前を通りかかり、一人のバレエダンサーの青年が踊る姿に心が奪われる。その青年こそ後にドクチョルのバレエの師匠となる23歳の青年チェロクだった。ドクチュルは子どもの頃にバレエダンサーに憧れていたが、バレエをやらせてもらえる環境にはなく夢を見る事さえも諦めていた人生だったが、70歳を迎え、かつて諦めた夢に挑戦しようとチェロクが踊っていたバレエスタジオにやってくる。プロを目指すチェロクや講師のスンジュからは最初は相手にされないが、その情熱に打たれたスンジュはチェロクにドクチュルのバレエの指導者になるよう提案する。

## 登場人物

### 主要人物
- シム・ドクチュル：パク・イナン[4]

70歳の元郵便配達員。子どもの頃バレエダンサーに憧れていたが父から許してもらえず、夢を諦め結婚後は貧しい生活の中で妻と3人の子どもたちを養うために懸命に働いてきた。この年齢でバレエに対する情熱が再び湧きあがりチェロクのもとに入門する。
- イ・チェロク：ソン・ガン[2]

23歳のバレエダンサー。幼い頃からサッカー指導者である父の管理のもとサッカーを続けてきたが限界を感じていた。19歳の時にバレエに出会い才能が開花。しかし現在はスランプに陥り伸び悩んでいる。そんな時ドクチュルと出会いバレエを教えるようになる。

### ドクチュルの周辺人物
- チェ・ヘナム：ナ・ムニ（朝鮮語版）[5]

ドクチュルの妻。常に子どもの事を第一に生きてきたため、世間体を気にする子どもたちとともにドクチュルがバレエをやる事に大反対をするが、バレエに生きがいを感じている夫の姿を見ているうちに理解を示すようになる。
- シム・ウノ：ホン・スンヒ（朝鮮語版）[5]

ドクチュルの孫でソンサンの娘。自分の意志ではなく父の期待に応えるため大企業に就職しようとするが壁にぶつかる。インターンの実習先のレストランでアルバイトをするチェロクと出会う。
- シム・ソンサン：チョン・ヘギュン（朝鮮語版）[6]

ドクチュルの長男。堅実な生き方をしてきたため、父がバレエを始めることに大反対をする。
- シム・ソンスク：キム・スジン

ドクチュルの長女。不動産屋を営みながら、議員出馬をする夫を支えている。
- シム・ソングァン：ジョ・ボクレ（朝鮮語版）[5]

ドクチュルの次男で3兄弟の末っ子。胸部外科医だったが数年前に突然医者を辞めてしまう。兄たちとは違い父がバレエをやる事には肯定的。
- キム・エラン：シン・ウンジョン（朝鮮語版）

ソンサンの妻。元々はソンサンの同僚で仕事も頑張っていたが、結婚出産を機に専業主婦となる。
- ビョン・ヨンイル：チョン・ヒテ（朝鮮語版）

ソンスクの夫。何度も議員出馬をするが落選し続けている。

### チェロクの周辺人物
- イ・ムヨン：チョ・ソンハ[7]

チェロクの父。元高校サッカー部の監督。厳しい指導でチームを強くしてきたが、体罰で逮捕されたことでサッカー部は廃部となり、親子関係にも溝が生まれる。

### バレエスタジオ
- キ・スンジュ：キム・テフン（朝鮮語版）[5]

チェロクが所属するバレエスタジオの講師。元々は優れた実力のバレエダンサーだった。スランプに陥ったチェロクにドクチュルのバレエの指導者になるよう提案する。
- ウン・ソリ：ユン・ジヘ（朝鮮語版）

スンジュの元妻。フランスでバレエダンサーとして活動していた経験があり、現在は舞踏科の教授としてバレエ指導をしている。スンジュとは今でも交流がある。
- オ・ジュンシク：イ・ファリョン

チェロクとドクチュルのかかりつけの整形外科医
- ユ・アンナ：イ・ソヨン

バレエスタジオのピアノ伴奏者
- クォン・ボム：イム・サラン

ソリの生徒。スンジュのバレエスタジオにもやって来る。

### チェロクの同窓
- キム・セジョン：キム・ヒョンモク（朝鮮語版）

チェロクの高校時代からの親友で元サッカー部員。サッカー部が廃部になったのをきっかけにサッカーを諦め、勉強を頑張り有名大学に進学する。兵役を経て現在はチェロクと同じバイト先で働いている。
- ヤン・ホボム：キム・グォン（朝鮮語版）[8]

チェロクの高校の同級生で元サッカー部員。プロサッカー選手を目指していたがチェロクの父ムヨンの体罰事件がきっかけで進路が絶たれ、未だ挫折から立ち直れずチェロク親子を恨んでいる。

### カメオ出演
- イ・ギョソク：イ・ヨンソク（1話）

ドクチュルの友人。身寄りがなく病床でドクチュルに元気なうちにやりたいことをやるよう言い残し亡くなっていく。
- ファン・ヒ：ソ・イングク（9話）[9]

有名バレエダンサーでチェロクの舞踏院の先輩

## スタッフ
- 演出：ハン・ドンファ
- 脚本：イ・ウンミ

## オリジナルサウンドトラック
- My Day / テミン（SHINee）[10]
- Butterfly / キム・グクホン（B Of You）[11]
- 美しい言葉 / ソヒャン[11]
- Heal You / ハ・ヒョンサン[11]

## ミュージカル
2019年、韓国文化体育観光庁傘下のソウル芸術団によってミュージカル化され、2024年5月18日～6月8日には日本人キャストによってシアタークリエで上演された。

### キャスト
- シム・ドクチュル：川平慈英[13]
- イ・チェロク：三浦宏規[13]
- ドクチュルの妻：岡まゆみ[12]
- ドクチュルの次男。テレビプロデューサー：狩野英孝[12]
- ドクチュルの長男。会社員：オレノグラフィティ[12]
- チェロクの元サッカー仲間：瀧澤翼[12]
- ドクチュルの孫娘：青山なぎさ・井上音生（Wキャスト）[12]
- バレエ団団長：舘形比呂一[12]

久保貫太郎／市川絵美／岩崎巧馬／岡山玲奈／河西茉祐／古賀雄大／政田洋平／舞夏／山田美貴

### スタッフ
- 上演台本・演出：桑原裕子[12]
- オリジナル台本・作詞：パク・ヘリム[12]
- 作曲：キム・ヒョウン[12]
- オリジナル・プロダクション：ソウル芸術団[12]

音楽監督：門司肇／
美術：田中敏恵／
照明：原田 保／
音響：大野美由紀／
衣裳：半田悦子／
ヘアメイク：大宝みゆき／
振付：富田彩／
歌唱指導：益田トッポ／
舞台監督：幸光順平／
制作：寺本奈央／
プロデューサー：柴原愛　村田晴子／